# Khaïri Barki
Pour les articles homonymes, voir Barki (homonymie).
 (janvier 2020).
Si vous disposez d'ouvrages ou d'articles de référence ou si vous connaissez des sites web de qualité traitant du thème abordé ici, merci de compléter l'article en donnant les références utiles à sa vérifiabilité et en les liant à la section « Notes et références ».
Khaïri Barki, né le 12 décembre 1990 à Ouenza dans la wilaya de Tébessa, est un footballeur algérien évoluant au poste de gardien de but.

## Palmarès
- Champion d'Algérie en 2017 avec l'ES Sétif.
- Finaliste de la coupe d'Algérie en 2017 avec l'ES Sétif.
- Vainqueur de la supercoupe d'Algérie en 2017 avec l'ES Sétif.